# 旭日東昇
《旭日東昇》（英語：Rising Sun）是一部1993年美國警察搭檔犯罪驚悚片，改編自麥可·克萊頓的1992年同名小說。電影由菲力普·考夫曼執導並改寫克萊頓、麥可·貝克斯（Michael Backes）的劇本，主演陣容包括史恩·康納萊、衛斯里·史奈普、哈維·凱托和田川洋行；康納萊亦身兼執行製片人。劇情講述美國警探和日本事務專家充當洛杉磯一家日本公司的高層，調查一樁涉及應召女郎的謀殺案。《旭日東昇》1993年7月30日在美國上映，外界口碑不佳，尤其批評對亞裔人形象的塑造。

## 演員
- 史恩·康納萊飾演約翰·康納警監（Captain John Connor）
- 衛斯里·史奈普飾演韋伯斯特·「韋伯」·史密斯中尉（Lieutenant Webster "Web" Smith）
- 哈維·凱托飾演湯姆·葛拉罕中尉（Lieutenant Tom Graham）
- 田川洋行飾演艾迪·坂村（Eddie Sakamura）
- 凱文·安德森（英语：Kevin Anderson (actor)）飾演巴布·里奇蒙（Bob Richmond）
- 岩松信飾演吉田先生（Mr. Yoshida）
- 蒂雅·卡瑞拉飾演朝隈神吾（Jingo Asakuma）
- 雷·懷斯（英语：Ray Wise）飾演參議員約翰·蒙頓（Senator John Morton）
- 斯坦·肖（英语：Stan Shaw）飾演菲利普斯（Phillips）
- 史蒂夫·布希密飾演威利·「黃鼠狼」·威廉（Willy "The Weasel" Wilhelm）
- 塔季扬娜·帕蒂茨（英语：Tatjana Patitz）飾演雪莉兒·林恩·奧斯汀（Cheryl Lynn Austin）
- 萨姆·劳埃德飾演瑞克（Rick）
- 亚历山德拉·鲍尔斯（英语：Alexandra Powers）飾演茱莉亞（Julia）
- 丹尼尔·冯·巴根（英语：Daniel von Bargen）飾演奧森警長／審訊者（Chief Olson / Interrogator）
- 埃米·希爾（英语：Amy Hill）飾演薛（Hsieh）
- 克萊德·草津（英语：Clyde Kusatsu）飾演田中正治（Shoji Tanaka）
- 塔马拉·图尼（英语：Tamara Tunie）飾演蘿倫（Lauren）

## 反響
《旭日東昇》在爛番茄網站上基於40篇評論，新鮮度33%，平均得分5.1／10。在Metacritic上，電影根據24位影評而獲得56分（滿分100），評價褒貶不一。
《娛樂周刊》的歐文·格萊伯曼將本片評為「C+」。《時代雜誌》的理查德·席克爾（Richard Schickel）在影評中寫道：「暢銷書的賣點被誤解且淡化了，導致此改編顯得平淡無奇。」
電影上映時，引起了包括蓋伊·青木和其他亞裔美國人媒體行動網絡（MANAA）的代表等部分亞裔美國人的爭議和抗議，認為本片在妖魔化亞裔人。

## 外部連結
- 互联网电影数据库（IMDb）上《旭日東昇》的资料（英文）
- AllMovie上《旭日東昇》的资料（英文）